# Мванза
Мванза е областен център в южната част на Малави. Административният център е Мванза Сити. Площта на областта е 2259 km2, а населението близо 140 000. Тук доминира земеделието, като основно се отглеждат цитрусови плодове.
През 2003 г. Мванза се разделя на Мванза и Нено, с цел децентрализация на провинциите.